# Lagonglong
Lagonglong ist eine philippinische Stadtgemeinde in der Provinz Misamis Oriental. Sie hat 21.659 Einwohner (Zensus 1. August 2015).

## Baranggays
Lagonglong ist politisch in zehn Baranggays unterteilt.
- Banglay
- Dampil
- Gaston
- Kabulawan
- Kauswagan
- Lumbo
- Manaol
- Poblacion
- Tabok
- Umagos

## Söhne und Töchter
- José Araneta Cabantan (* 1957), römisch-katholischer Geistlicher, Erzbischof von Cagayan de Oro